# János Mogyorósi-Klencs
János Mogyorósi-Klencs né le 31 mars 1922 à Debrecen et mort le 22 juillet 1997, était un gymnaste hongrois.
C'est dans sa ville natale qu'il commence la pratique de la gymnastique, sous la direction d'Aradi Gyula. Il rejoint d'autres clubs par la suite. Le temps fort de sa carrière se situe aux Jeux olympiques de Londres, en 1948 : il remporte la médaille de bronze du concours par équipe et, dans les épreuves individuelles, la médaille de bronze en saut et la médaille d'argent au sol.
Il est présent aux jeux d'Helsinki en 1952 mais ne peut se hisser sur le podium.